# Нисикори, Эми
Эми Нисикори (яп. 錦織 えみ, род. 9 января 1993, Симане) — японская хоккеистка (хоккей на траве), полевой игрок. Участница летних Олимпийских игр 2016 года, чемпионка летних Азиатских игр 2018 года.

## Биография
Эми Нисикори родилась 9 января 1993 года в японской префектуре Симане.
Училась в школе в Окуидзумо.
Играла в хоккей на траве за «Кока-Кола Уэст Ред Спаркс».
С 2010 года выступала за молодёжную сборную Японии, с 2012 года — за главную сборную страны.
В 2016 году вошла в состав женской сборной Японии по хоккею на траве на летних Олимпийских играх в Рио-де-Жанейро, занявшей 10-е место. Играла в поле, провела 5 матчей, забила 1 мяч в ворота сборной Индии.
В 2018 году в составе сборной Японии завоевала золотую медаль хоккейного турнира летних Азиатских игр в Индонезии. Забила 3 мяча.
В течение карьеры провела за сборную Японии 63 матча.